# Chishima (provincia)
Chishima (giapponese: 千島国, -no kuni) fu una provincia del Giappone creata durante l'era Meiji. Originariamente il suo territorio comprendeva le Isole Curili da Kunashiri a nord e successivamente incluse anche Shikotan. Attualmente il suo territorio originale è occupato dalla Russia, ed alle aggiunte successive il Giappone rinunciò con il Trattato di San Francisco (vedi disputa delle isole Curili).

## Storia
- 15 agosto 1869 viene creata la provincia di Chishima Province composta da 5 distretti.
- 1872 Secondo il censimento la popolazione ammontava a 437 persone
- novembre 1875 con il trattato di San Pietroburgo la prefettura Karafuto (Sachalin) viene ceduta alla Russia in cambio delle Isole Curili. Le isole Curili vengono divise in 3 nuovi distretti.
- gennaio 1885 l'isola di Shikotan viene trasferita dalla provincia di Nemuro e diventa il distretto di Shikotan.

## Distretti
- Kunashiri (国後郡) (occupato e amministrato dalla Russia)
- Etorofu (択捉郡) (occupato e amministrato dalla Russia)
- Furebetsu (振別郡) (dissolto nell aprile 1923 quando i suoi villaggi si fusero con diversi altri villaggi nei distretti di Shana e Etorofu per formare il villaggio di Rubetsu in Etorofu)
- Shana (紗那郡) (occupato e amministrato dalla Russia)
- Shibetoro (蘂取郡) (occupato e amministrato dalla Russia)
- Shikotan (色丹郡) (diviso dal distretto di Hanasaki nel 1885; correntemente occupato e amministrato dalla Russia)
- Uruppu (得撫郡) Acquisito con il Trattato di San Pietroburgo, ceduto con il Trattato di San Francisco
- Shimushiro (新知郡) Acquisito con il Trattato di San Pietroburgo, ceduto con il Trattato di San Francisco
- Shumushu (占守郡) Acquisito con il Trattato di San Pietroburgo, ceduto con il Trattato di San Francisco